# Kamieniec (gmina)
Kamieniec – gmina wiejska w województwie wielkopolskim, w powiecie grodziskim. W latach 1975–1998 gmina położona była w województwie poznańskim.
Siedziba gminy to Kamieniec.
Według danych z 30 czerwca 2004 gminę zamieszkiwały 6482 osoby. Natomiast według danych z 31 grudnia 2017 roku gminę zamieszkiwało 6678 osób.

## Struktura powierzchni
Według danych z roku 2013 gmina Kamieniec ma obszar 133,82 km², w tym:
- użytki rolne: 81%
- użytki leśne: 9%

Gmina stanowi 20,54% powierzchni powiatu.

## Demografia

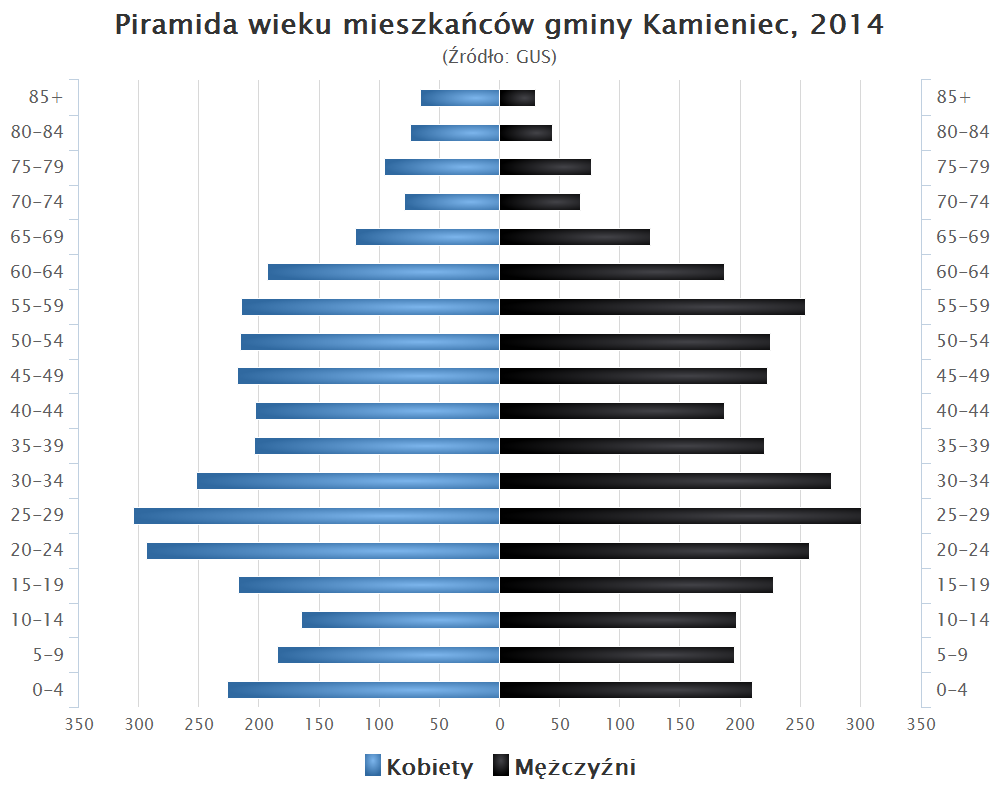
Piramida wieku mieszkańców gminy Kamieniec w 2014 roku

Dane z 31 grudnia 2017 roku:
| Opis                              | Ogółem | Ogółem | Kobiety | Kobiety | Mężczyźni | Mężczyźni |
| --------------------------------- | ------ | ------ | ------- | ------- | --------- | --------- |
| jednostka                         | osób   | %      | osób    | %       | osób      | %         |
| populacja                         | 6 678  | 100    | 3250    | 49,8    | 3232      | 50,2      |
| gęstość zaludnienia (mieszk./km²) | 50     | 50     | 24      | 24      | 26        | 26        |

## Sołectwa
Cykowo, Cykówiec, Doły, Goździchowo, Jaskółki, Kamieniec, Karczewo, Konojad, Kotusz, Kowalewo, Lubiechowo, Łęki Małe, Łęki Wielkie, Maksymilianowo, Parzęczewo, Puszczykowo, Puszczykówiec, Sepno, Szczepowice, Ujazd, Ujazd Huby, Wąbiewo, Wilanowo, Wolkowo.
Miejscowości bez statusu sołectwa: Cykówko, Konojad-Doły, Plastowo, Płastowo.

## Sąsiednie gminy
Granowo, Grodzisk Wielkopolski, Kościan, Rakoniewice, Stęszew, Śmigiel, Wielichowo

## Miasta partnerskie
- Dahmetal Brandenburgia